# Gălbinel de munte
Gălbinelul de munte (Doronicum carpaticum) este o plantă cu flori din familia Asteraceae, ordinul Doronicum, care crește doar în munții Carpați și Balcani.

## Descriere
Tulpina are 200—400 mm înălțime; se termină în partea superioară cu un singur capitul mare de 30—60 mm diametru, în centru cu un disc de flori tubuloase galbene, iar pe margini cu un cerc de flori cu ligule lungi, întinse și înguste, tot de culoare galbene-aurii.
Frunzele de pe tulpină nu au codițe, sunt ovale, cu baza adâncită și îmbrățișează tulpina. Cele de la baza tulpinii sunt numeroase, au codițe lungi, cu formă de inimă și sunt regulat dințate pe margini și cu perișori mici. Gălbinelul de munte înflorește în lunile iunie-august.

## Răspândire
În România, gălbinelul de munte crește pe stâncile și bolovănișurile din munții Carpații Orientali și Meridionali, mai ales prin văi, vâlcele, hornuri umbroase și stâncoase.